# Catharsius ulysses
Catharsius ulysses är en skalbaggsart som beskrevs av Karl Henrik Boheman 1857. Catharsius ulysses ingår i släktet Catharsius och familjen bladhorningar. Inga underarter finns listade.